# John van den Heuvel
John van den Heuvel, né le 26 décembre 1962 à Amsterdam, est un journaliste néerlandais des affaires criminelles travaillant sur la chaîne de télévision publique RTL Boulevard.
Il se fait connaitre au grand public en se spécialisant avec Peter R. de Vries sur les organisations de la Mocro Maffia. Il réalise trois saisons en plusieurs épisodes de reportage intitulé "La chasse contre la Mocro-maffia" (De Jacht op de Mocro-mafia), en se rendant dans plusieurs pays dont la Colombie, le Brésil et l'Espagne. Ses fonctions de criminologue de la Mocro-maffia lui ont causé deux tentatives d'assassinat : en mars 2020 et en janvier 2022.

## Biographie

### Carrière
Van den Heuvel naît à Amsterdam et grandit à Eindhoven aux Pays-Bas. Il est le fils d'une mère néerlandaise et d'un père marocain qu'il n'a jamais connu. Après avoir terminé ses études supérieures, il se lance dans une carrière de policier dans la ville d'Amsterdam. Il occupe le poste d'enquêteur chez CID (service de renseignement fédérale). Depuis 1990, il est journaliste des affaires criminelles dans le média De Telegraaf et réalise plusieurs reportages criminels avec son co-réalisateur Bert Huisjes.
John van den Heuvel est l'homme qui a démasqué le grand baron de drogue Desi Bouterse et est le premier écrivain concernant l'assassinat de Willem Endstra. Il est également le journaliste principal concernant la Mocro-oorlog et les liquidations à Amsterdam. Il est également enquêteur de la mafia internationale et a souvent fourni des informations concernant le milieu criminel en Suriname et dans les Antilles néerlandaises, Aruba et la Colombie. En Colombie, il rencontre le frère de Pablo Escobar en prison et réalise une rencontre exclusive. En 2001, il intègre l'équipe du média RTL Boulevard et occupe le poste de journaliste des affaires criminelles dans les programmes de RTL 4. Il est également l'auteur des livres parlant de Bram Moszkowicz, Desi Bouterse et des cartels colombiens. 
En janvier 2007, ses passages à la télévision néerlandaises se multiplient et une nouvelle émission est lancée sous nom de Bureau van den Heuvel, évoquant régulièrement les affaires criminelles en tant que présentateur. En janvier 2009, il succède Alberto Stegeman dans le programme Das je goed recht sur la chaîne SBS6.

### Mocro-oorlog
Depuis 2012, il s'occupe régulièrement des affaires criminelles concernant la Mocro Maffia.
En novembre 2018, des incidents inexpliqués ont lieu à son domicile. Il a pour cette raison décliné son émission sur RTL Boulevard. Un an plus tard, il reçoit des messages de la part de Ridouan Taghi, en fuite, lui soulignant qu'il figure sur sa liste noire. Une énorme prime d'argent est placé sur la tête de John van den Heuvel. La justice néerlandaise suspecte le club de motard No Surrender de passer à l'attaque sous commandes de Ridouan Taghi.
Le 16 décembre 2019, Ridouan Taghi est arrêté à Dubaï.

« Je suis tellement soulagé. Il y a exactement deux ans, on m'a obligé à me sécuriser au maximum à la suite de menaces. Depuis, je n'ai jamais marché tout seul dans la rue. C'était lourd. Heureusement, je pouvais quand même faire mon travail. Ca été un moment difficile dans ma carrière. »

— John van den Heuvel après l'arrestation de Ridouan Taghi en 2019.
Le 3 mars 2020, il échappe à la mort à la suite d'une tentative d'assassinat à la lance roquette. Yassine A., un Marocain d'Amsterdam âgé de 31 ans, apparaît devant le juge et encourt une peine de quatre ans d'emprisonnement.
Le 6 janvier 2022, il échappe à nouveau à la mort après l'arrestation d'un suspect qui poursuivait le journaliste de son lieu de travail jusqu'à son domicile. La poursuite s'arrête sur l'autoroute A2 lorsque les services secrets néerlandais ont intervenu sur l'autoroute. L'autoroute a dû être fermée et des armes à feux sont retrouvés dans le véhicule du suspect.

## Télévision

### En tant que présentateur
- Depuis 2001 : journaliste en affaires criminelles sur RTL Boulevard
- 2005-2008 : Bureau Misdaad sur RTL4
- 2007 : Bureau van den Heuvel sur TROS
- 2009-2011 : Das je goed recht sur SBS6
- 2011-2012 : Recht Gezet! sur RTL4
- Depuis 2012 : Ontvoerd sur RTL4
- Depuis 2014 : Op de vlucht sur RTL4
- Depuis 2018 : Online Misbruik Aangepakt sur RTL5

### Réalisations
- Depuis 2020 : De Jacht Op De Mocro Maffia sur Videoland
  - De Jacht Op De Mocro Maffia saison 1
  - De Jacht Op De Mocro Maffia saison 2
  - De Jacht Op De Mocro Maffia saison 3

## Vie privée
Van den Heuvel est marié et a trois garçons.